# Duncan Hunter
Pour son fils et successeur au Congrès, voir Duncan D. Hunter.
Duncan Lee Hunter, né le 31 mai 1948 à Riverside (Californie), est un homme politique américain membre du Parti républicain, représentant fédéral de Californie de 1981 à 2009. Il fut candidat à l'investiture républicaine en vue de la présidentielle de 2008.

## Biographe
Vétéran de la guerre du Viêt Nam, il diplômé en droit de la Western State University College of Law. Il a épousé Lynne Layh en 1973 avec laquelle il eut deux enfants, Duncan Duane Hunter (né en 1977, lieutenant des US marines déployé en Irak en 2003) et Samuel. La famille est de religion baptiste.
En 1980, Hunter est élu à la Chambre des représentants des États-Unis pour la 42e circonscription de Californie où il bat le démocrate sortant Lionel Van Deerlin (en) (qui avait été élu et réélu depuis 1963). Hunter sera ensuite constamment réélu jusqu'en 2008, dans le 45e (1983-1993) puis 52e district (1993-2009).
De 2003 à 2007, il préside la commission des forces armées de la Chambre des représentants. Conservateur, Duncan Hunter est un opposant à l'immigration illégale et un partisan du prolongement des barrières le long de la frontière américano-mexicaine.
Le 30 octobre 2006, il fait part de son intention de se présenter à l'élection présidentielle.
Après une campagne agressive sur des thèmes comme l’immigration ou la guerre d'Irak, les résultats très médiocres qu'il obtient lors des primaires et caucus (8 % lors du Caucus du Wyoming, 2 % de votes lors du Caucus du Nevada et moins de 1 % lors de la primaire de Caroline du Sud le 19 janvier 2008), il annonce le retrait de sa candidature à l'élection présidentielle puis apporte son soutien à Mike Huckabee.